# 四集藻属
四集藻属（学名：Palmella），也称胶群藻属、胶团藻属，是四集藻科下的一个属。

## 下属物种
本属包括以下物种：
- 暗红色胶群藻 Palmella cruenta
- Palmella hyalina Lyngbye, 1819
- Palmella miniata Leibl.
- Palmella mucosa Kütz.
- 葡萄状四集藻 Palmella uviformis Kützing